# Zemský okres Sigmaringen
Zemský okres Sigmaringen (německy Landkreis Sigmaringen) se nachází na jihu německé spolkové země Bádensko-Württembersko. Sousedí (ze severu ve směru hodinových ručiček) s okresy Reutlingen, Biberach, Ravensburg, Bodamské jezero, Kostnice, Tuttlingen a Zollernalb.

## Geografie
Okres leží v oblasti pohoří Švábská Alba. Jeho nejvyšším místem je vrch Schnaitkapf (921 m) u obce Schwenningen. Asi 33 procent plochy okresu je pokrytých lesy.

## Obyvatelstvo
Vývoj počtu obyvatelstva okresu Sigmaringen od roku 1973:
| Rok               | Obyvateľov |
| ----------------- | ---------- |
| 31. prosinec 1973 | 113 209    |
| 31. prosinec 1975 | 112 565    |
| 31. prosinec 1980 | 113 984    |
| 31. prosinec 1985 | 114 132    |
| 27. květen 1987   | 113 650    |

| Rok               | Obyvatelé |
| ----------------- | --------- |
| 31. prosinec 1990 | 121 008   |
| 31. prosinec 1995 | 130 652   |
| 31. prosinec 2000 | 133 500   |
| 31. prosinec 2005 | 133 385   |
| 30. červen 2006   | 133 259   |

## Města a obce

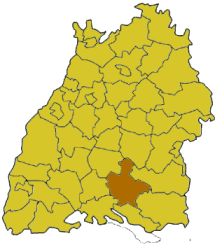
Poloha okresu Sigmaringen na mapě Bádenska-Württemberska

| Města | Obce |
| --- | --- |
| 1. Bad Saulgau 2. Gammertingen 3. Hettingen 4. Mengen 5. Meßkirch 6. Pfullendorf 7. Scheer 8. Sigmaringen 9. Veringenstadt | 1. Beuron 2. Bingen 3. Herbertingen 4. Herdwangen-Schönach 5. Hohentengen 6. Illmensee 7. Inzigkofen 8. Krauchenwies 9. Leibertingen 10. Neufra 11. Ostrach 12. Sauldorf 13. Schwenningen 14. Sigmaringendorf 15. Stetten am kalten Markt 16. Wald |